# القضية (مسلسل)
القضية هي سلسلة بوليسة تلفزية مغربية من إخراج نور الدين لخماري، ومن بطولة كل من نفيسة بنشهيدة، منصور بدري، مريم الراوي، فهد بنشمسي، مهدي وزاني، سعيد باي، وآخرون.
تعالج السلسلة موضوع الجريمة بكل أنواعها، محاولة كشف بعض الأسرار والألغاز التي تكتنف هذا العالم الغامض.
فخلال وقائع وأحداث هذه السلسلة، نجد فريق الشرطة التقنية والعلمية برئاسة الضابط «زينب الحجامي» التي توظف خلال عملية البحث والتقصي في ظروف وملابسات الجرائم مجموعة من الوسائل العلمية الدقيقة، محاولة منها للإمساك بخيوط الجريمة وفك لغزها قصد الإمساك بالجاني أو الجناة المحتملين. فبكثير من الذكاء وبرودة الدم، تمضي في مهمتها الصعبة، حتى تضع حدا للغموض واللبس وتوقع بالجناة في قفص العدالة.

## وصلات خارجية
- صفحة المسلسل على قاعدة بيانات الأفلام على الإنترنت